# Hyaluronate de sodium
Pour un article plus général, voir Acide hyaluronique.
L'hyaluronate de sodium est le sel sodique de l'acide hyaluronique.
Il est utilisé en injection intra-articulaire pour le traitement symptomatique de la gonarthrose et d'autres articulations. Il peut être obtenu pour des préparations pharmaceutiques à partir de crêtes de coq ou par biofermentation. Pour caractériser différents grades d'acide hyaluronique on utilise son poids moléculaire, son origine (biofermentation/crête de coq) et son aspect naturel (non réticulé) ou chimiquement modifié (réticulé).